# Langeheit
Langeheit is een buurtwijk en buurtschap in de gemeente Zaanstad, in de Nederlandse provincie Noord-Holland. Het is gelegen op de grens van Assendelft en Krommenie, tussen Krommenie en Noordeinde.
Langeheit is een niet al te oude buurtschap in vergelijking met de andere buurtschappen die bij Assendelft worden gerekend. De plaatsnaam komt wel van een oude (veld)duiding. De naam zou verwijzen naar de heidegrond langs een zandrug die een bepaalde lengte had. Naast Langeheit was er ook een Korteheit gelegen. Mogelijk heeft er wel enige bewoning geweest in vroegere tijden maar echte woonkernen zijn er nog niet gevonden. Zowel Langeheit en Korteheit zijn uiteindelijk wel bewoond geraakt aan het einde van de 19e eeuw.
De Korteheit is maar kort een eigen buurtschap geweest. Langeheit is uiteindelijk uitgegroeid tot een buurtwijk dat onderdeel is geworden van de wijk Assendelft-Noord. Assendelft-Noord werd tegen het einde van de 20e en begin 21e eeuw uitgebreid in Noordeinde aan de zuidelijke rand van Langeheit met de woonwijk Saendelft. Aan de oostkant van Langheit is een industriegebied gelegen, deze wordt tot de buurtwijk gerekend. Omdat Langeheit desondanks nog vrij los is gelegen van de andere wijken blijft het ook vaak geduid als een eigen buurtschap.
Noord-Holland: Steden en dorpen in Noord-Holland      Nederland: Provincies · Gemeenten